# أومو إيلموشو (فلم)
أومو إيلموشو (بالإنجليزية: Child of Elemosho)، هُو فيلم دراما نيجيري صدر سنة 2012، وهُو من إخراج بايو تيجاني. نال الفيلم على 5 ترشيحات خلال حفل توزيع جوائز الأكاديمية الأفريقية للأفلام العاشر.

## طاقم التمثيل
- يومي فاش لانسو
- مويوا أديمولا
- Bimbo Oshin
- تويين أبراهام
- Ronke Oshodi Oke
- Lanre Hassan
- Fausat Balogun
- Yewande Adekoya